# Altenburg
Altenburg – miasto powiatowe w niemieckim kraju związkowym Turyngia, siedziba powiatu Altenburger Land, leżącym w historycznym regionie Pleißenland. Miasto jest znane głównie z tego, że ok. 1820 roku wynaleziono tutaj grę w skata.
Ośrodek przemysłowy, m.in. fabryka kart do gry, ogród botaniczny. Silnie reprezentowane są również dwa sektory przemysłu. Z jednej strony są napoje i przemysł spożywczy: browar Altenburger Brauerei oraz producent mięsa „Südost Fleisch”, producent musztardy Altenburger Senf oraz gorzelnia Altenburger Destillerie & Liqueurfabrik. Po drugie, obecne tu są firmy z branży motoryzacyjnej, głównie firmy dostawcy wiodących producentów samochodów. Ponadto w Altenburgu produkowany jest samochód sportowy Apollo (Gumpert Sportwagenmanufaktur GmbH).
Siedziba Stowarzyszenia Krajowego (Landesverband) Technisches Hilfswerk obejmująca swym zasięgiem Turyngię i Saksonię

## Historia
Po raz pierwszy wzmiankowany w roku 976 w nadaniu dla biskupa Naumburg-Zeitz. Na zamku w Altenburgu mieszkał przez wiele lat i zmarł w roku 1159 Władysław II Wygnaniec. 
W roku 1826 stało się stolicą Księstwa Księstwa Saksonii-Altenburga.
Od 1886 roku działa w mieście sąd skatowy, najważniejsze ciało regulujące zasady gry w skata.

## Geografia
Altenburg znajduje się niemal w środku trójkąta Lipsk – Chemnitz – Gera. Miasto położone jest 28 km na północny wschód od miasta Gera, 39 km na południe od Lipska, 38 km na północny zachód od Chemnitz i 31 km na północ od miasta Zwickau. Miasto zostało zbudowane na pagórkowatym terenie, najniższy punkt położony jest w Zschernitzsch z 162 m, a najwyższy punkt położony na 261 m n.p.m. w Mockzig. Obszar ten jest jednym z ostatnich odgałęzień przedgórza Rudaw, które kończy się na nizinach w Lipsku na północ od miasta.
Altenburg leży nad rzeką Pleiße.

### Sąsiednie gminy
Sąsiadujące gmin zaczynając ruchem wskazówek zegara od północy: Meuselwitz i Gerstenberg, na północny wschód Windischleuba, Nobitz na wschód, na południe Saara, Altkirchen na południowy zachód, na zachód Göhren oraz Lödla, na północnym zachodzie Rositz.

### Podział administracyjny
Altenburg jest podzielony na kilka dzielnic. Największe z nich to nowe obszary zamieszkałe na południowy wschód (Altenburg Süd-Ost) i północ (Altenburg Nord) oraz centrum. Ponadto istnieją też małe osiedla, o charakterze wiejskim: Rasephas, Kauerndorf, Poschwitz, Zschernitzsch, Drescha oraz Steinwitz. Podczas gdy wszystkie te wyżej wymienione dzielnice są zarządzane bezpośrednio przez miasto Altenburg, pozostałe części: Ehrenberg Kosma i Zetzscha ze swoimi łącznej liczby 16 lokalnych osiedli, mają każde własną administrację i własnych burmistrzów.
| Miejscowość | Powierzchnia (km²) | Mieszkańcy |
| Altenburg   | 20,43              | 33.136     |
| Ehrenberg   | 14,10              | 1.108      |
| Kosma       | 6,34               | 361        |
| Zetzscha    | 5,43               | 609        |

Źródło: Miasto Altenburg, liczba ludności 31 grudnia 2009

## Zabytki
- zamek z XIII-XV wieku
- renesansowy ratusz
- Muzeum Lindenau (Lindenau-Museum) w pałacu Bernharda Augusta von Lindenaua(inne języki) (1799–1854), zbudowany w 1875 roku
- neorenesansowy teatr Altenburg z lat 70. XIX wiek u, przebudowany na początku XX wieku
- Am Brühl, na najstarszym plac w Altenburgu, znajduje się pomnik dla gry w Skata, w formie fontanny, wybudowany w 1903 roku.
- historyczny salon fryzjerski z lat 20. XX wieku
- Kościół Świętego Bartłomieja
- Kościół Świętego Mikołaja – po raz pierwszy udokumentowany w 1223, jednak nie wiadomo dokładnie, kiedy został zbudowany.
- Czerwone szczyty – symbol Altenburga. Kiedyś należały do Kościoła Mariackiego klasztoru Augustianów. W XVI wieku klasztor został zlikwidowany.

## Współpraca
Miejscowości partnerskie:
- Offenburg, Badenia-Wirtembergia
- Olten, Szwajcaria
- Zlín, Czechy

## Transport
Przez miasto przebiegają trzy drogi krajowe: B7, B93 i B180.
Około 5 km od miasta znajduje się port lotniczy Altenburg-Nobitz.
W mieście znajduje się stacja kolejowa

## Urodzeni w Altenburgu
- Perry Bräutigam, niemiecki piłkarz, bramkarz, reprezentant NRD.
- Dieter Kalka, poeta, prozaik, tłumacz, autor piosenek i sztuk teatralnych.

## Galeria

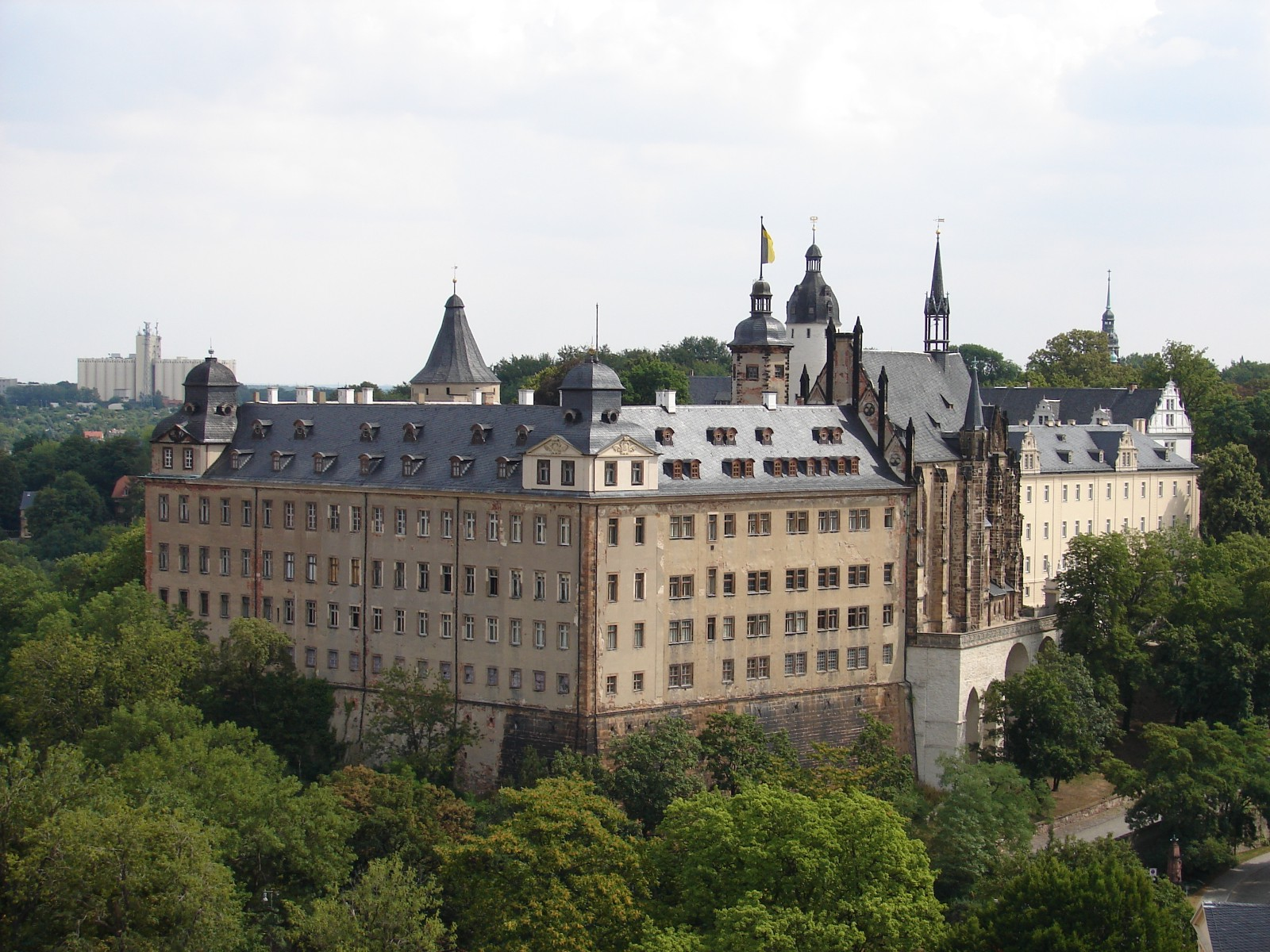
Zamek Altenburg
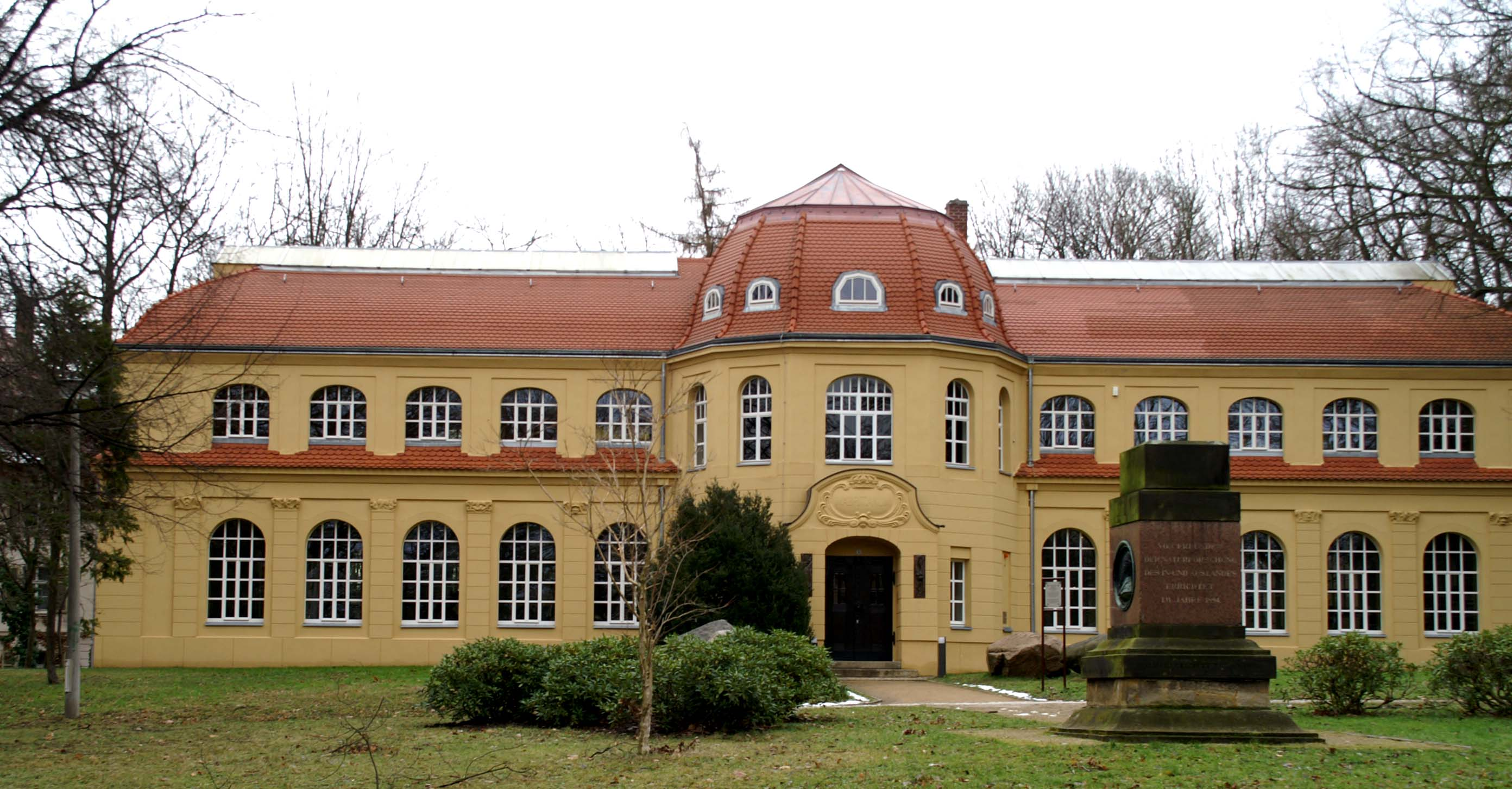
Mauritianum
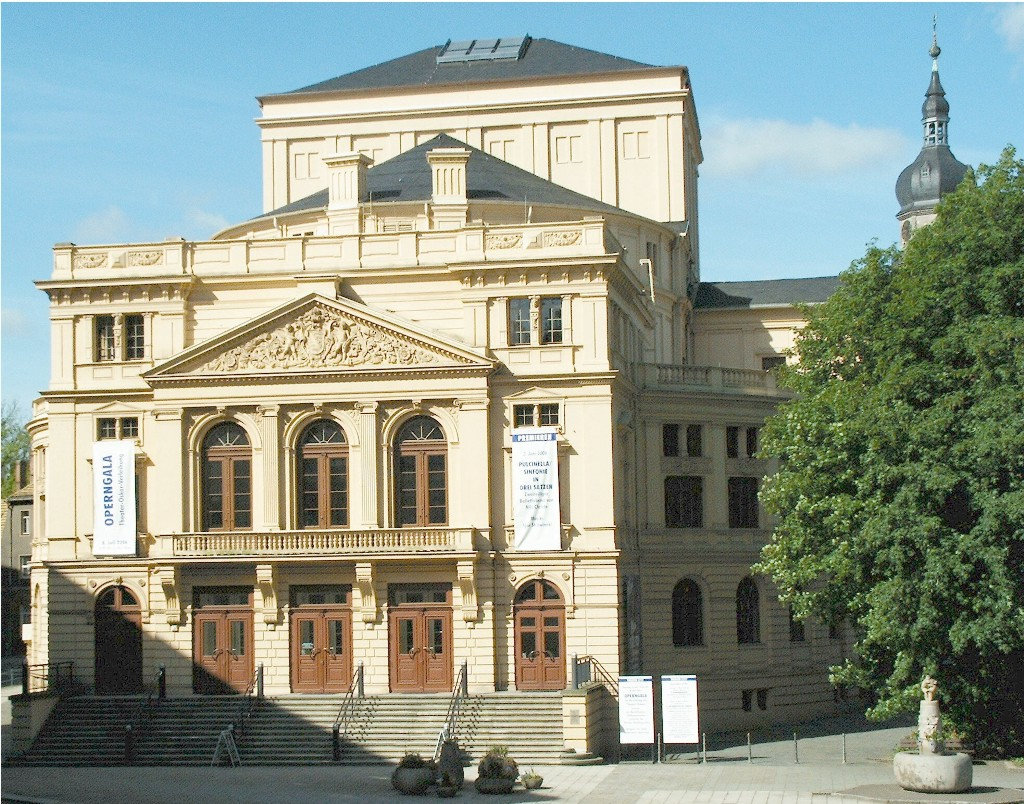
Teatr Altenburg
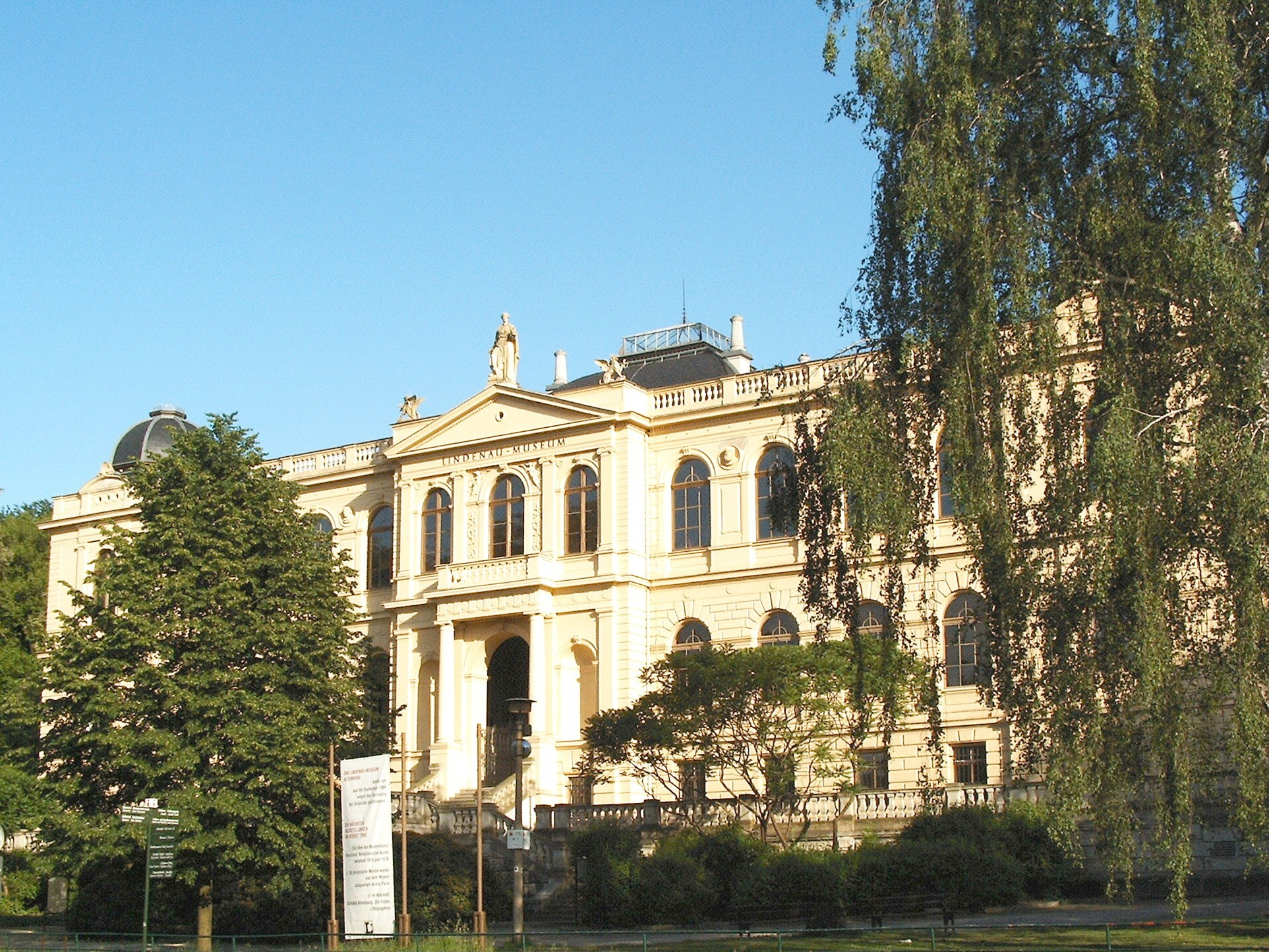
Muzeum Lindenau
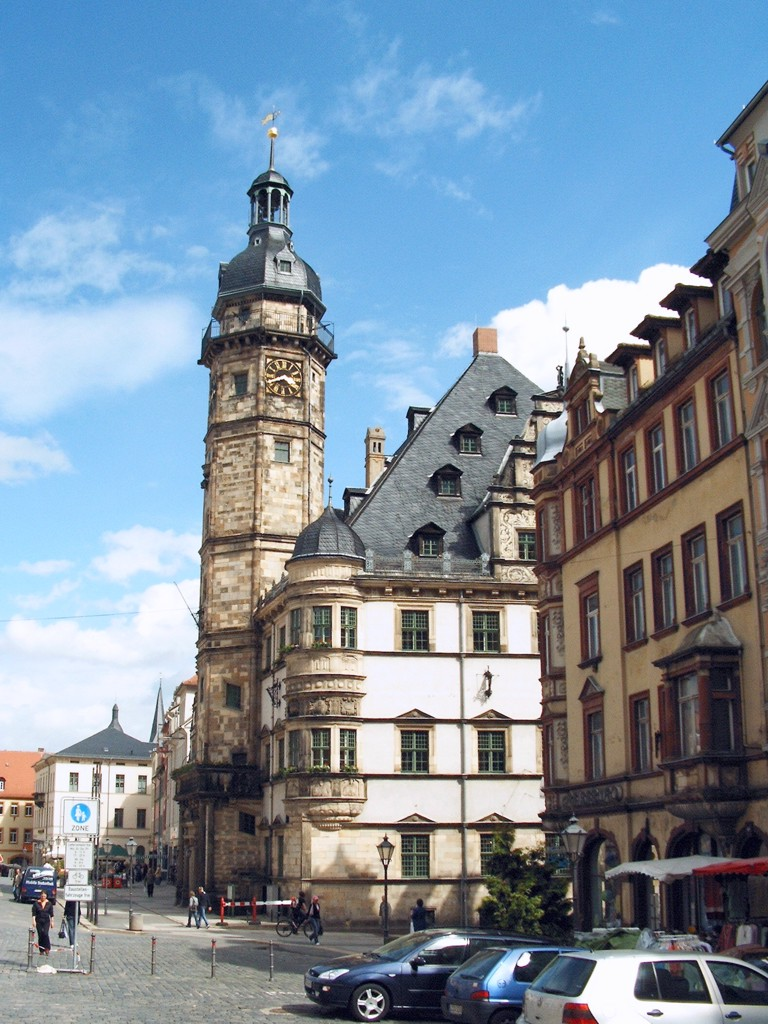
Ratusz
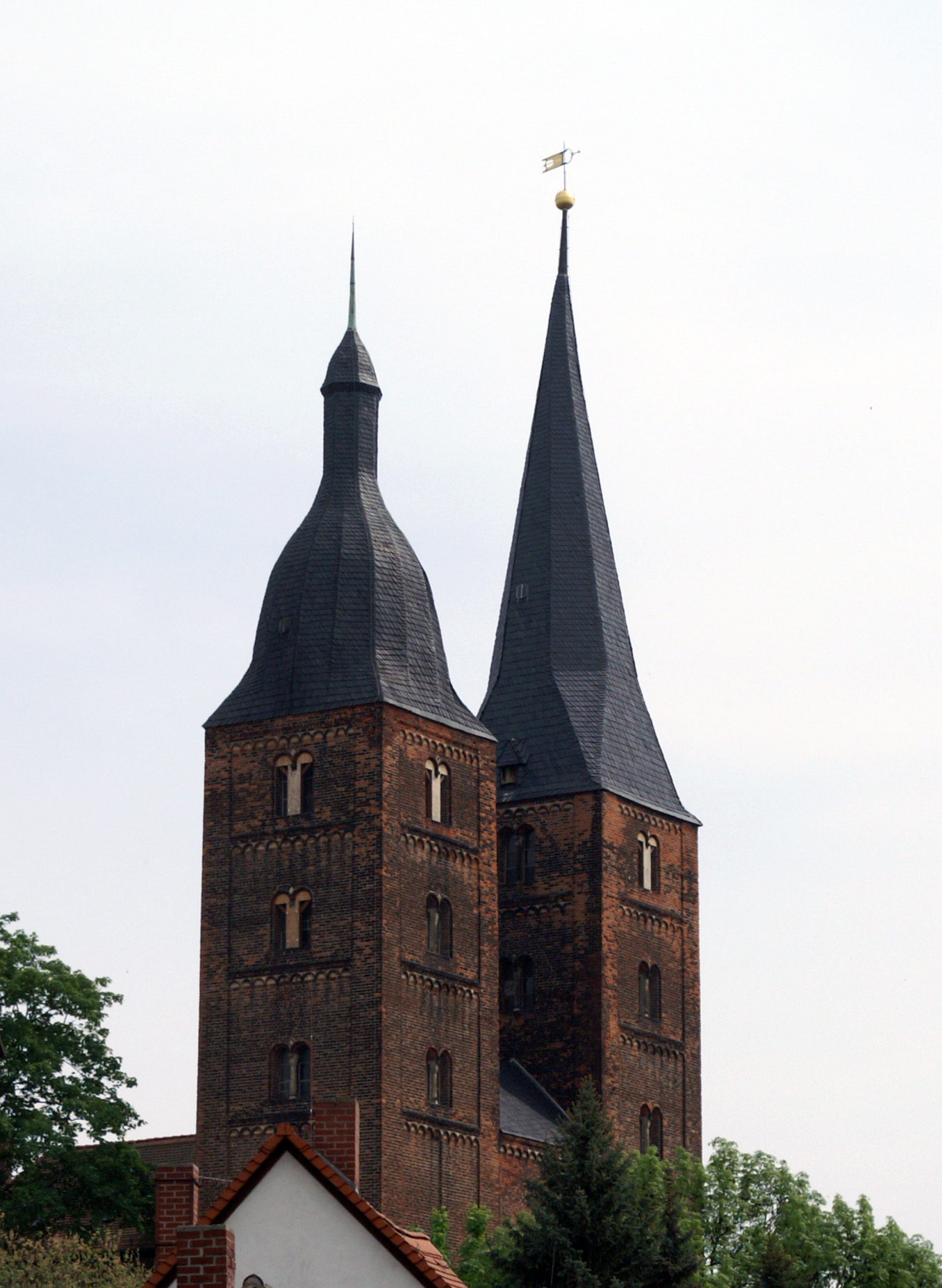
„Rote Spitzen” – Symbol miasta
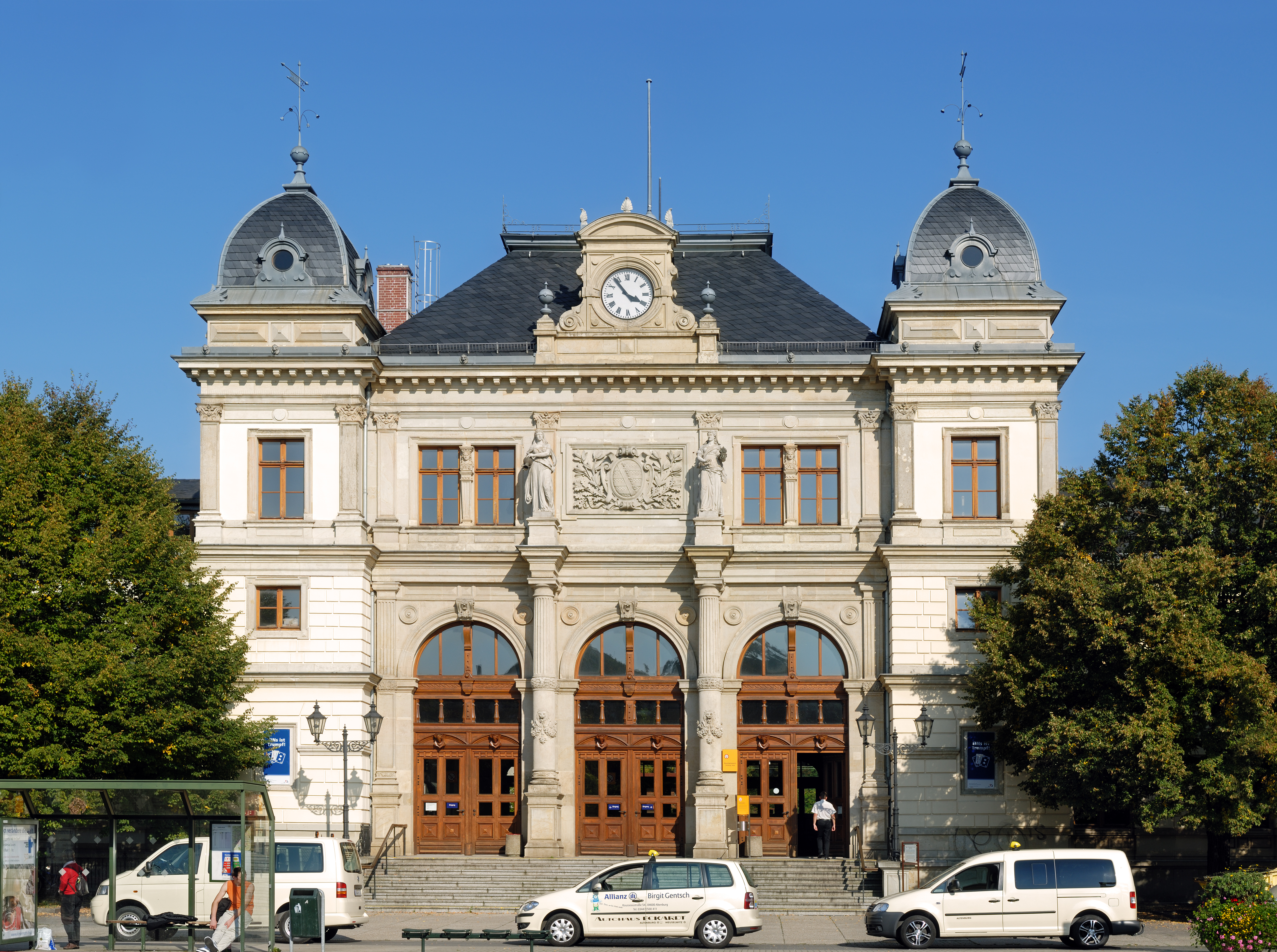
Dworzec kolejowy
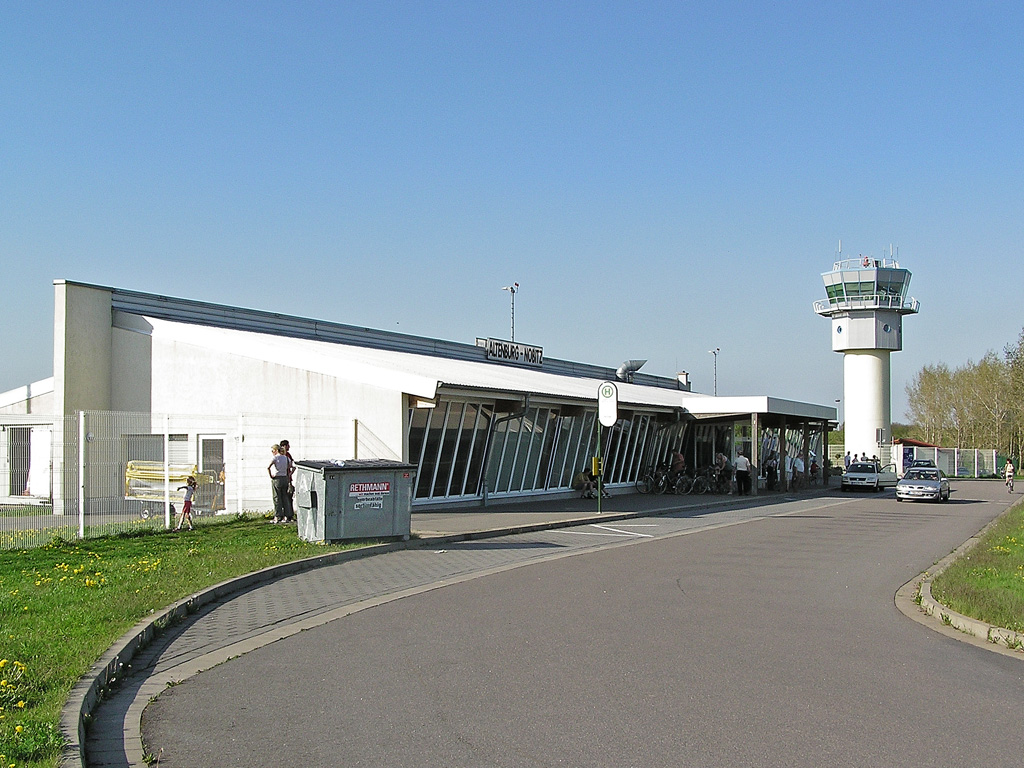
Lotnisko Altenburg-Nobitz
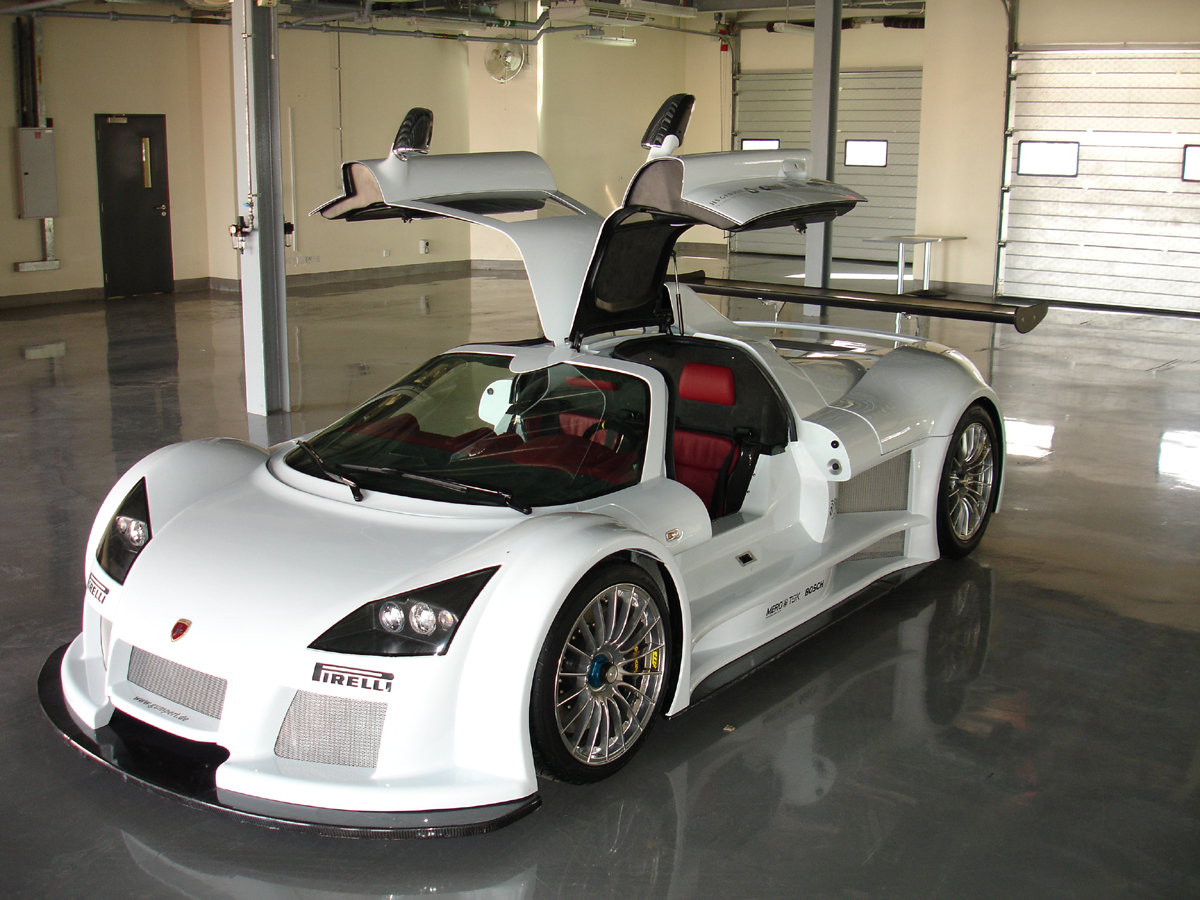
Gumpert Apollo produkowany w Altenburgu
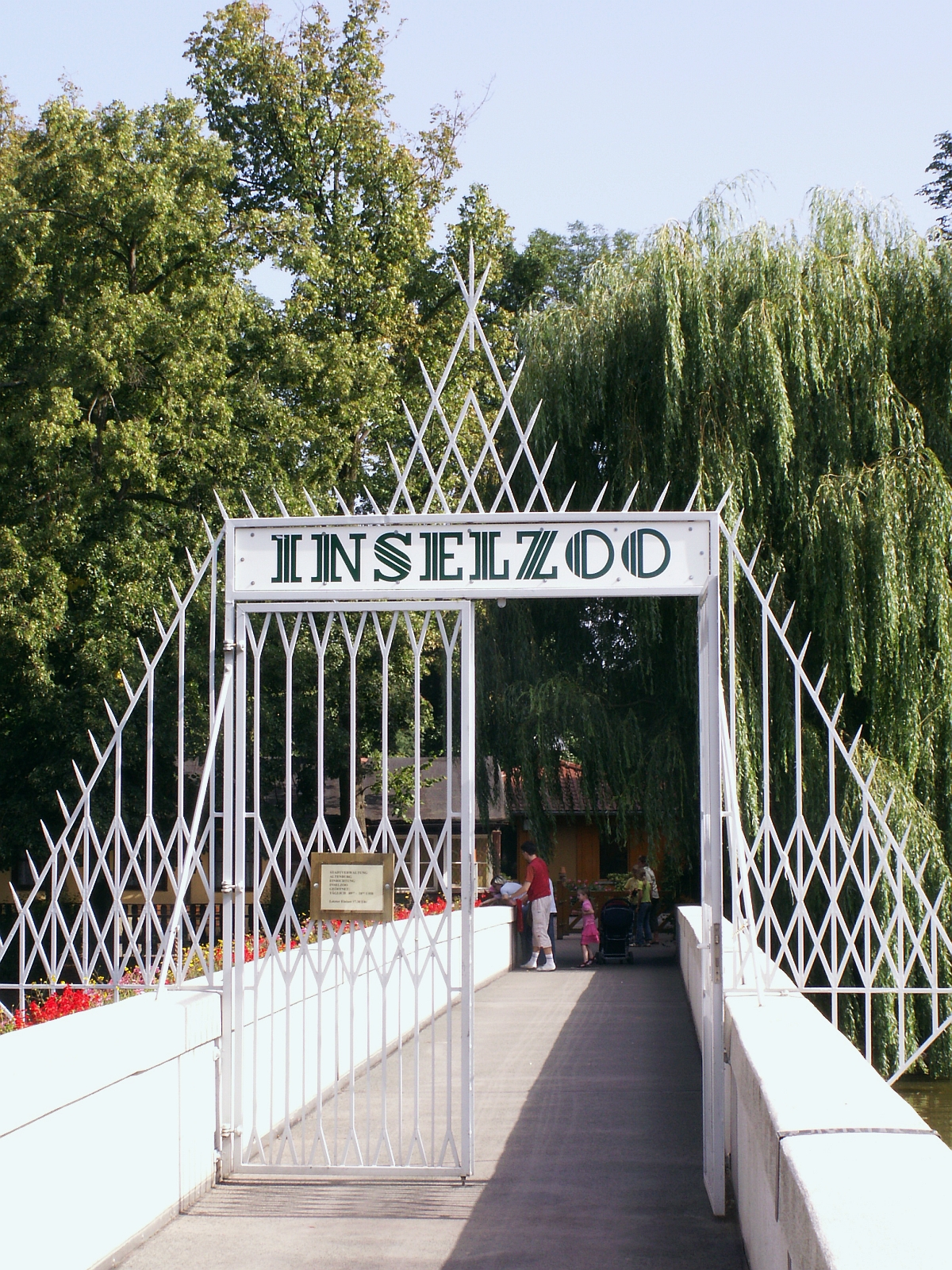
Most na wyspę z ogrodem zoologicznym